# 멀리사 록스버러
멀리사 록스버그(Melissa Roxburgh, 영어 발음: /ˈrɒksbɜːrɡ/, 1992년 12월 10일 ~ )는 캐나다의 배우이다.

## 작품 목록
- 스타트렉 비욘드